# Kolesarski klub Perutnina Ptuj
Kolesarski klub Perutnina Ptuj je slovenski kolesarski klub. 
Ustanovljen je bil leta 1985, kot Kolesarski klub Ptuj in v svojem začetku deloval kot rekreativni klub.  Leta 1992 kolesarski klub Ptuj podpiše listino o trajnem sodelovanju s Perutnino Ptuj in se tako preimenuje v Kolesarski klub Perutnina Ptuj.

## Sezona 2011

### Ekipa
| Ime               | Rojstni datum | Državljanstvo | Prejšnja ekipa              |
| ----------------- | ------------- | ------------- | --------------------------- |
| Matej Mugerli     | 17.06.1981    | Slovenija     | Perutnina Ptuj              |
| Robert Vrečer     | 08.10.1980    | Slovenija     | Perutnina Ptuj              |
| Matej Marin       | 02.07.1980    | Slovenija     | Perutnina Ptuj              |
| Alen Tement       | 21. 12. 1990  | Slovenija     | Perutnina Ptuj              |
| Jure Golčer       | 07. 12. 1977  | Slovenija     | De Rosa - Stac Plastic      |
| Gregor Gazvoda    | 15. 10. 1981  | Slovenija     | Arbö - KTM - Gebrüder Weiss |
| Tomaž Bauman      | 05. 11. 1990  | Slovenija     | Perutnina Ptuj              |
| Luka Rakuša       | 01. 05. 1985  | Slovenija     | Obrazi - Delo Revije        |
| Dejan Bajt        | 28. 10. 1987  | Slovenija     | Perutnina Ptuj              |
| Niko Vogrinec     | 19. 10. 1990  | Slovenija     | Perutnina Ptuj              |
| Žiga Slak         | 05. 03. 1991  | Slovenija     | Perutnina Ptuj              |
| Boštjan Rezman    | 12. 12. 1980  | Slovenija     | Zheroquadro - Radenska      |
| Amadej Petelinšek | 19. 10. 1992  | Slovenija     | Mladinci                    |
| Jan Kresnik       | 19. 10. 1992  | Slovenija     | Mladinci                    |

### Uspehi
| Mesto    | Datum      | Dirka                                  | Država                     | Kategorija UCI | Zmagovalec     |
| -------- | ---------- | -------------------------------------- | -------------------------- | -------------- | -------------- |
| 1. mesto | 17/03/2011 | Prolog Istrska pomlad                  | Hrvaška                    | 2.2            | Robert Vrečer  |
| 1. mesto | 19/03/2011 | 2. etapa Istrska pomlad                | Hrvaška                    | 2.2            | Robert Vrečer  |
| 1. mesto | 20/03/2011 | Generalna razvrstitev Istrska pomlad   | Hrvaška                    | 2.2            | Robert Vrečer  |
| 1. mesto | 27/03/2011 | VN Leonding                            | Avstrija                   |                | Matej Marin    |
| 1. mesto | 10/04/2011 | Kirschblütenrennen                     | Avstrija                   |                | Dejan Bajt     |
| 3. mesto | 16/04/2011 | VN Šenčurja                            | Slovenija                  |                | Matej Marin    |
| 3. mesto | 17/04/2011 | 2. Trofej Maistre                      | Hrvaška                    |                | Matej Marin    |
| 2. mesto | 22/04/2011 | GP Banjaluka Criterium                 | Bosna in Hercegovina       | 1.2            | Matej Marin    |
| 2. mesto | 23/04/2011 | Banjaluka-Beograd I                    | Bosna in Hercegovina       | 1.2            | Matej Marin    |
| 1. mesto | 30/04/2011 | Lavanttaler Radsporttage (a)           | Avstrija                   |                | Robert Vrečer  |
| 1. mesto | 01/05/2011 | Lavanttaler Radsporttage (b)           | Avstrija                   |                | Gregor Gazvoda |
| 1. mesto | 07/05/2011 | 2. etapa Szlakiem Grodow Piastowskich  | Poljska                    | 2.1            | Robert Vrečer  |
| 2. mesto | 07/05/2011 | 2. etapa Szlakiem Grodow Piastowskich  | Poljska                    | 2.1            | Gregor Gazvoda |
| 1. mesto | 07/05/2011 | Generalno Szlakiem Grodow Piastowskich | Poljska                    | 2.1            | Robert Vrečer  |
| 1. mesto | 04/06/2011 | Völkermarkter Radsporttage (a)         | Avstrija                   |                | Robert Vrečer  |
| 1. mesto | 05/06/2011 | Völkermarkter Radsporttage (b)         | Avstrija                   |                | Robert Vrečer  |
| 1. mesto | 07/06/2011 | Prolog Dirka po Sloveniji              | Slovenija                  | 2.1            | Robert Vrečer  |
| 3. mesto | 07/06/2011 | Generalno Dirka po Sloveniji           | Slovenija                  | 2.1            | Robert Vrečer  |
| 3. mesto | 25/06/2011 | Državno prvenstvo - cesta              | Slovenija                  | DP             | Gregor Gazvoda |
| 2. mesto | 26/06/2011 | Državno prvenstvo - kronometer         | Slovenija                  | DP             | Robert Vrečer  |
| 2. mesto | 03/07/2011 | 2. etapa Dirka okoli jezera Činghaj    | Ljudska republika Kitajska | 2.HC           | Matej Mugerli  |
| 1. mesto | 04/07/2011 | 3. etapa Dirka okoli jezera Činghaj    | Ljudska republika Kitajska | 2.HC           | Gregor Gazvoda |
| 1. mesto | 10/07/2011 | Generalno Dirka okoli jezera Činghaj   | Ljudska republika Kitajska | 2.HC           | Gregor Gazvoda |